# Bombardowanie Guerniki
Bombardowanie Guerniki – atak lotniczy przeprowadzony na baskijskie miasto Guernika 26 kwietnia 1937 roku w czasie wojny domowej w Hiszpanii przez lotnictwo niemieckiego Legionu Condor oraz 3 samoloty włoskich sił powietrznych. Atak ten odbył się w ramach sojuszniczej pomocy III Rzeszy i Włoch rebeliantom generała Francisco Franco, walczącym przeciwko rządowi Republiki Hiszpańskiej. Zgodnie z różnymi szacunkami w bombardowaniu zginęło od 100 do 1687 osób, zaś zniszczeniu uległo 70% zabudowy miasta.

## Tło ataku
Po serii nieudanych ataków na Madryt generał Francisco Franco, zachowujący inicjatywę w wojnie domowej, ze względu na brak decydujących rozwiązań w walkach o stolicę postanowił przesunąć punkt ciężkości wojny na północ, a w szczególności do Kraju Basków, który w wyniku zwycięstwa Frontu Ludowego w wyborach parlamentarnych w lutym 1936 roku uzyskał status autonomii i którego władze na początku 1937 roku jako jedyne na północy Hiszpanii pozostawały wierne rządowi republikańskiemu. Wpływ na to miało kilka czynników. Przede wszystkim północne prowincje tj. Asturia, Santander i Biskaja stanowiły serce hiszpańskiego przemysłu. Na tych obszarach ulokowana była większość kopalń żelaza, cynku i węgla, a także liczne zakłady zbrojeniowe i stocznie. Niemniej istotne było to, że ofensywa mogła odciąć 20–25% sił Frontu Ludowego, na które składały się co prawda zdyscyplinowane i w miarę dobrze wyekwipowane wojska narodowe Basków, jednakże mające niedobór wykształconych kadr oficerskich. Ponadto ofensywę na północy zalecali niecierpliwi niemieccy i włoscy doradcy wojskowi.
Na czele nowo obranego frontu głównego stanął dowódca rebelianckiej Nacjonalistycznej Armii Północnej, generał Emilio Mola. Zobowiązał się on przed gen. Franco do zdobycia leżącej w Kraju Basków prowincji Biskaja w ciągu trzech tygodni. Niedługo przed rozpoczęciem ataku gen. Mola postawił rządowi baskijskiemu ultimatum. Ostrzegał w nim, że postanowił „jak najszybciej zakończyć wojnę na północy”, oraz dodawał: „Jeżeli poddanie się nie będzie natychmiastowe, zrównam z ziemią całą Biskaję, począwszy od ośrodków przemysłu zbrojeniowego”. Odezwa ta została zignorowana przez stronę przeciwną, w związku z czym 31 marca 1937 roku składające się z 39 batalionów piechoty i niewielkiej artylerii wojska gen. Moli, wspierane przez lotnictwo włoskich sił powietrznych i niemieckiego Legionu Condor rozpoczęły ofensywę. Podczas niej głównymi punktami oporu sił baskijskiego rządu stały się miasta Durango oraz Guernika, leżące około 30 kilometrów w głąb baskijskiego terytorium.

## Przyczyny
Guernika już w zarysie była ważnym celem planowanej ofensywy wojsk frankistowskich. Jednakże jej znaczenie wzrosło wskutek trwałych, choć mozolnie osiąganych sukcesów żołnierzy gen. Moli.
Na dzień przed nalotem, gdy front przebiegał zaledwie 14 km od miasta, przez Guernikę przesuwały się liczne rozbite przez frankistów oddziały baskijskich wojsk, które wykorzystując kamienny most Renteria wycofywały się na tereny położone za przepływającą przez miasto rzeką Oca. Guernika była więc dla nich ważnym węzłem komunikacyjnym. Równie istotna była miejska stacja kolejowa, przez którą wojska baskijskie przywoziły nowe oddziały i sprzęt. Na przedmieściach znajdowały się ponadto dwie fabryki broni „Unceta&Co” i „Beistegui Hermanos” oraz fabryka amunicji „Talleres Guernika”. Produkcja w tych fabrykach była zorientowana na potrzeby wojny.
Przyczyną nalotu podaną do publicznej wiadomości było zablokowanie dróg wycofującym się wojskom Republiki, w tym celu planowano zniszczenie mostu Renteria oraz stacji kolejowej. Wskazują na to zapisy w dzienniku szefa sztabu Legionu Condor Wolframa von Richthofena, zgodnie z którymi „[bombowce] zostały skierowane do Guerniki, by zatrzymać i zakłócić wycofywanie się czerwonych, którzy musieli tamtędy przejść”. Jednakże według niektórych ekspertów operacja była przeprowadzona jako eksperyment, miano testować nową taktykę bojową i sprawdzić skutki zmasowanego ataku lotnictwa. Jeden ze współczesnych historyków twierdzi, że bombardowanie było „karą dla zdradzieckich katolickich Basków za opowiedzenie się po stronie czerwonych”. Rozkaz zbombardowania miasteczka von Richthofenowi przekazał o 6 rano 26 kwietnia pułkownik Juan Vigón, dowódca 1. Brygady Nawarryjskiej, powołując się na rozkazy samego Franco. Sugeruje się, że Vigón chciał wykorzystać chaos i panikę w mieście, by móc wyprowadzić uderzenie na Durango.

## Przebieg
Przed atakiem, w tym niewielkim mieście leżącym około 13 km za linią frontu przebywało około 7000 ludzi, wliczając w to miejscowy garnizon, personel i pacjentów 3 szpitali polowych oraz uchodźców, którzy uciekali przed wojskami gen. Francisco Franco. Pod koniec kwietnia na skraju miasta obozowały dwa baskijskie bataliony piechoty republikańskich wojsk. W dniu nalotu w Guernice przebywało więcej ludzi niż zazwyczaj. Spowodowane było to faktem, że w mieście odbywał się wtedy targ. Targ ten skończył się przed południem, cztery godziny przed rozpoczęciem nalotu. W momencie ataku miasto, jak większość w Kraju Basków, nie posiadało żadnej obrony przeciwlotniczej.
Atak rozpoczął się o godzinie 16.30. Ogłoszonym celem operacji był most na rzece Oca, infrastruktura drogowa na zachód od miasta, oraz wycofujące się bataliony Frontu Ludowego (wojska Frontu znajdowały się mniej niż 14 kilometrów od Guerniki). Pierwszy zaatakował pojedynczy bombowiec Heinkel He 111, który około godziny 16.30 zrzucił swe bomby na centrum i odleciał. Trzy inne samoloty, włoskie Savoia S.79, nadleciały nad most Renteria, z wysokości 3,5 km. Włosi zrzucili 36 bomb burzących o wadzie 50 kg każda, lecz żadna z nich nie dosięgła celu ze względu na silny wiatr wiejący z północy. Piętnaście minut po pierwszym He 111 nad miastem pojawiły się dwa kolejne niemieckie bombowce He 111 i Dornier Do 17 i nadlatując pojedynczo nad stację kolejową, atakowały ją bombami zapalającymi i burzącymi o wadze 250 i 50 kg. Ostateczne zniszczenie miasta spowodowały trzy eskadry (18 samolotów) bombowców Junkers Ju 52 Legionu Condor, eskortowane przez myśliwce Bf 109 i Heinkel He 51. Samoloty te nadleciały nad miasteczko około 17.15, bombardując je falami w dwudziestominutowych odstępach przez dwie i pół godziny. Zrzucały one bomby małej i średniej wielkości, 250-kilogramowe, a także zapalające w aluminiowych tubach, zrzucając je wprost w kłęby dymu. Ostatnia fala bombowców uderzyła o 19:30, mimo iż piloci meldowali, że ze względu na kłęby dymu nie da się ocenić celności bombardowania. Steer w swoim raporcie z miejsca zdarzenia, jak również będący w mieście w trakcie ataku katolicki ksiądz Alberto Onaindia, nieoficjalny przedstawiciel dyplomatyczny Kraju Basków w Paryżu opisali ostrzeliwanie mieszkańców miasta z broni pokładowej przez nisko lecące samoloty myśliwskie. Uciekającą ludność ostrzeliwały z broni pokładowej niemieckie samoloty Heinkel He 51 i włoskie Fiat CR.32. Przybyłe na miejsce Ju-52 eskortowane były przez towarzyszące im Bf 109, jednak wobec braku przeciwnika w powietrzu również piloci Messerschmittów rozpoczęli ostrzał ludność na ziemi z broni maszynowej. O ostrzeliwaniu na ziemi ludności cywilnej przez nisko lecące samoloty myśliwskie wspominają również inne źródła. Z kolei inne źródła zaprzeczają aby tego typu ataki miały miejsce.
Decyzję o bombardowaniu podjęli dowódcy Legionu Condor, Hugo Sperrle i Wolfram von Richthofen w porozumieniu z gen. Emilio Molą. Dzień po bombardowaniu, 27 kwietnia Richthofen zanotował w swym dzienniku: „Guernika płonie”, z kolei dzień później, napisał, że „miasto musi być zniszczone całkowicie”.

## Konsekwencje
Nigdy nie ogłoszono oficjalnej liczby zabitych. Tuż po nalocie korespondent brytyjskiego dziennika „The Times”, George Steer napisał artykuł, w którym zawarł informację o tym, iż niemieckie samoloty z rozmysłem zaatakowały bezbronne miasto, podał też liczbę ofiar – 1664 osoby. Władze Republiki podawały liczbę 3000 ofiar. Zachowane dokumenty ze szpitali mówią o 120 zabitych i 30 rannych w dniach 26–29 kwietnia. Liczba ofiar śmiertelnych, szacowana jest na od 100 do 1654/1687 a rannych na ponad 800. Wydaje się jednak, iż liczba zabitych ponad półtora tysiąca jest zawyżona.
W wyniku bombardowania zostało doszczętnie zburzone 70% zabudowy miasta, 20% zostało poważnie zniszczonych a 10% zostało uszkodzone umiarkowanie.
Nalot okazał się być blamażem niemieckiego lotnictwa – nie udało się zniszczyć zamierzonych celów, także nie sparaliżowano komunikacji. Nie ucierpiały obie fabryki broni, ani most. Po nalocie okazało się, że 17 lejów po bombach znajduje się w okolicach mostu, a 13 dalszych – w okolicach dworca kolejowego. Silny wiatr nad celem, jak i kiepska jakość przyrządów celowniczych spowodowały duży rozrzut bomb, zaś następne fale bombowców zrzucały swój ładunek na oślep w kłęby dymu.
Atak na miasto spowodował poruszenie międzynarodowej opinii publicznej. Mimo iż nalot nie miał na celu zniszczenia miasta i śmierci cywili to zniszczenie go w wyniku nieostrożności było wielkim sukcesem propagandowym Republiki. Dzień po nalocie, baskijski premier José Antonio Aguirre oświadczył: „Niemieccy piloci w służbie hiszpańskich rebeliantów zbombardowali Guernikę, paląc historyczne miasto czczone przez wszystkich Basków”. Dwa dni po nalocie, 28 kwietnia 1937 roku dzienniki „The Times” i „The New York Times” opublikowały artykuły opisujące bombardowanie Guerniki i jego skutki, potępiając działania lotnictwa sprzymierzonego z gen. Franco.
Pierwszą reakcją nacjonalistycznych służb prasowych kierowanych przez Loisa Bolína było zaprzeczenie, jakoby nalot miał miejsce. Również niemieccy piloci legionu otrzymali rozkaz nie rozmawiania o akcji oraz zaprzeczaniu temu, że się odbyła. 27 kwietnia upubliczniony został komunikat nacjonalistycznego biura propagandy w Salamance, w którym informowano, iż to sami Baskowie zniszczyli miasto, chcąc sfabrykować dowody na rzekome okrucieństwo nacjonalistów. Zniszczenia miały być efektem podłożenia ładunków dynamitu. Kwatera główna gen. Franco wydała oświadczenie, w którym pisała: „Guernika została zniszczona ogniem i benzyną jak Oviedo w 1934 i 1935 roku, oraz jak Irun, Durango, Amorebieta i Munguia w ostatnim okresie. Spaliły ją czerwone hordy na kryminalnej służbie Aguirrego. [...] natomiast Aguirre, jako że jest to pospolity przestępca, sfabrykował niesławne kłamstwo, przypisując to okrucieństwo naszym szlachetnym i heroicznym siłom powietrznym”. Zbombardowanie miasta przyczyniło się do wydania rozkazu generałowi Sperrle, dowódcy Legionu Condor, przez generała Franco o bezwzględnym zakazie atakowania niewojskowych celów po stronie republikańskiej. Legion Condor konsekwentnie przestrzegał rozkazu aż do samego końca wojny. W momencie ataku miasto, jak większość w Kraju Basków, nie posiadało żadnej obrony przeciwlotniczej.

## Kontrowersje
Korspodent dziennika „Polska Zbrojna”, Wolicki, twierdził, że takie zniszczenie miasta nie mogło być efektem bombardowania, ponieważ jedna z czterech dzielnic miasta pozostała nietknięta:
Trzy z nich spłonęły doszczętnie, ale jedna pozostała nietknięta. Biorąc pod uwagę technikę w bombowcach z 1937 r., nie było możliwe, żeby z powietrza dokonać tak precyzyjnych zniszczeń.

## Znaczenie symboliczne
Międzynarodowe oburzenie z tego powodu wyraziło się w formie publicznych demonstracji. Znany hiszpański malarz Pablo Picasso, aby zilustrować tragedię zbombardowanego miasta namalował obraz Guernica. Dzieło to zostało wystawione w  hiszpańskim pawilonie podczas Wystawy Światowej w 1937 roku. Obraz jest jednym z najsłynniejszych dzieł artysty.